# Maurice Edu
Maurice Edu, född 18 april 1986 i Fontana i Kalifornien, är en amerikansk före detta fotbollsspelare. Under sin karriär spelade han bland annat för Philadelphia Union och USA:s landslag.